# A96-os autópálya (Németország)
Az A96-os autópálya (németül: Bundesautobahn 96) egy autópálya Németországban. Hossza 172,5 km.